# L'Astrée

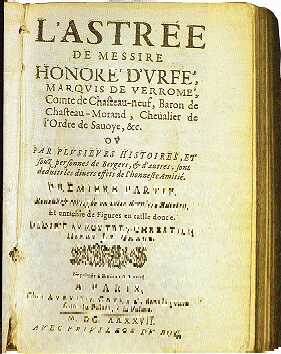
Uma edição do século XVII

L'Astrée é um romance pastoral de Honoré d'Urfé, publicado entre 1607 e 1627.
Possivelmente a obra mais influente da literatura francesa do século XVII, L'Astrée foi chamada de "romance dos romances", em parte pela sua imensa extensão (seis partes, quarenta histórias, sessenta livros em 5.399 páginas), mas também pelo sucesso que obteve em toda a Europa: foi traduzido para um grande número de línguas e lido em todas as cortes reais. Ainda hoje, este romance é republicado regularmente, tanto na íntegra como em edição resumida, e até mesmo em forma de história em quadrinhos. As três primeiras partes foram publicadas em 1607, 1610 e 1619; após a morte de Honoré d'Urfé em 1625, o quarto foi concluído por Balthazar Baro, e um quinto e um sexto foram fornecidos em 1626 por Pierre Boitel, sieur de Gaubertin.
O enredo é imensamente complexo, mas o fio condutor da história é o amor perfeito entre um pastor e uma pastora de Forez do século V, a heroína Astrée (em homenagem a Astreia) e seu amante Céladon. Céladon, que era frequentemente descrito como usando fitas verde-acinzentadas e um casaco combinando, deu seu nome à cor celadon, à cerâmica celadon, e ao mineral celadonita.

Em sua obra O destino social do homem: ou, Teoria dos quatro movimentos, Charles Fourier discutiu a celadonia (l'amour Céladonique), descrevendo-a como um amor puramente espiritual encarnado por Céladon em L'Astrée.

## Bibliografia

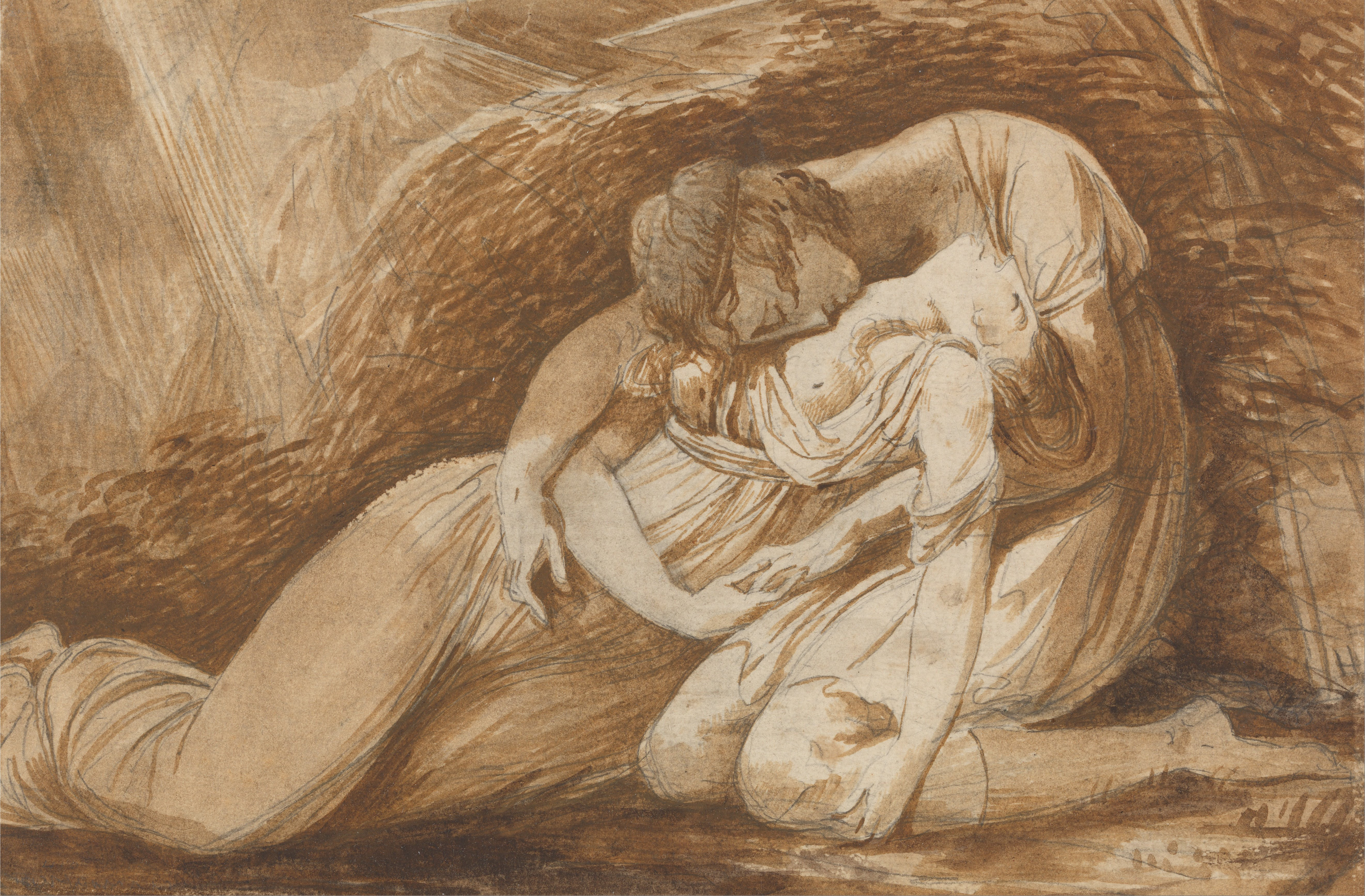
Alexander Runciman - Céladon e Amelia, de The Seasons de Thomson - Google Art Project